# 译不准原理
译不准原理（英语：Indeterminacy of translation）又称翻译的不确定性，由20世纪美国分析哲学家威拉德·范奥曼·蒯因提出。该理论最早见于其1960年的Word and Object一书中，该书也汇集并完善了蒯因之前关于逻辑和集合论以外的大部分成就。他在他的著作Ontological Relativity中也讨论了译不准原理。英国哲学家克利斯丁·赖特称“在近现代分析哲学领域，译不准原理的讨论最为广泛，同时这也是最具争议的理论”。美国哲学家希拉里·怀特哈尔·普特南对此颇为赞同。“（此争论是）自康德《纯粹理性批判》 - ‘范畴之先验的演绎’问世以来，最为迷人的哲学辩论。”
自哲学不确定性的概念出现以来，在翻译领域与译不准原理相关联的理论有：参照物的不确定性（inscrutability of reference），句子翻译的不确定性（holophrastic indeterminacy），认知整体论（the underdetermination of scientific theory ）。第一条指的是对单个词语或分句翻译的不确定性。第二条指的是对整个句子或对话翻译的不确定性。第三条指的是单个的发现并不能决定科学理论的发现与发展。因为不同的理论——由于个体观察上的等价性（Observational equivalence）可能被用来解释同一件事。

### 句子翻译的不确定性
第二条理论，句子翻译的不确定性，蒯因有时也会将其称作“独立句翻译的不确定性（holophrastic indeterminacy）”，这里暂不做讨论。有一种说法，指的是，在句子翻译上，有不止一种的正确方法。这其中，两种翻译不仅在归因于不同的子句词类的含义，而且在整个句子的净输入（指表达的方式）上也不同。 这种说法涉及整个语言体系，例子不胜枚举。
令人困惑的是，蒯因对独词句（holophrastic）的解释，将其与子句短语进行对比——似乎与其在语言学中公认的含义背道而驰，他想“用单个单词或固定短语表达复杂的想法”。
蒯因考虑采取一种可行的方法来翻译他称之为 Arunta 的未知语言。他建议，在翻译的过程中，可以将句子分为一个一个的单词来解析——对于句中（分离开来）的单词，也应该为其赋予不同的功能。此外，对于翻译结果的假设，应当建立在源文本及其在母语里的确切含义的基础上。问题显而易见——当被假设的前提够多，结果就会离真相愈来愈远。